# Iodes madagascariensis
Iodes madagascariensis är en tvåhjärtbladig växtart som beskrevs av Henri Ernest Baillon. Iodes madagascariensis ingår i släktet Iodes och familjen Icacinaceae. Inga underarter finns listade i Catalogue of Life.